# Parque del Oeste (Zaragoza)
El parque del Oeste o parque Oliver es un gran parque de 132 000 m² de superficie situado en la zona suroeste de la ciudad de Zaragoza en el barrio Oliver, distrito Oliver Valdefierro situado entre las calles Ibón de Plan - Lagos de Millares.

## Descripción
Parque de gran extensión, superando los 130 000 m² con zonas de pradera y caminos enarenados. El arbolado es joven compuesto por frondosas y coníferas, muchas de ellas recortadas formando setos ornamentales. Está cruzando una acequia y en su zona central tiene un estanque artificial. Dentro del mismo parque existe una zona limitada con gran variedad de plantas aromáticas, tomillo, romero y lavanda, de bajo consumo de agua.
Cuenta, además, con una zona muy amplia para la práctica de deportes tradicionales, formada por 14 pistas de petanca, y en verano ofrece servicio de biblioteca.

## Equipamientos
Césped: 68 573 m²
Juegos infantiles: Si
Fuentes para beber: 2
Fuentes ornamentales: 6 y 1 lago
Pistas Deportivas:petanca: 14 y mesas de mus: 16
Monumentos: 1 escultura